# Amadalavalasa
Amadalavalasa is een nagar panchayat (plaats) in het district Srikakulam van de Indiase staat Andhra Pradesh. 

## Demografie
Volgens de Indiase volkstelling van 2001 wonen er 37.852 mensen in Amadalavalasa, waarvan 51% mannelijk en 49% vrouwelijk is. De plaats heeft een alfabetiseringsgraad van 65%. 